# شاهزاده سوفی سوئدی

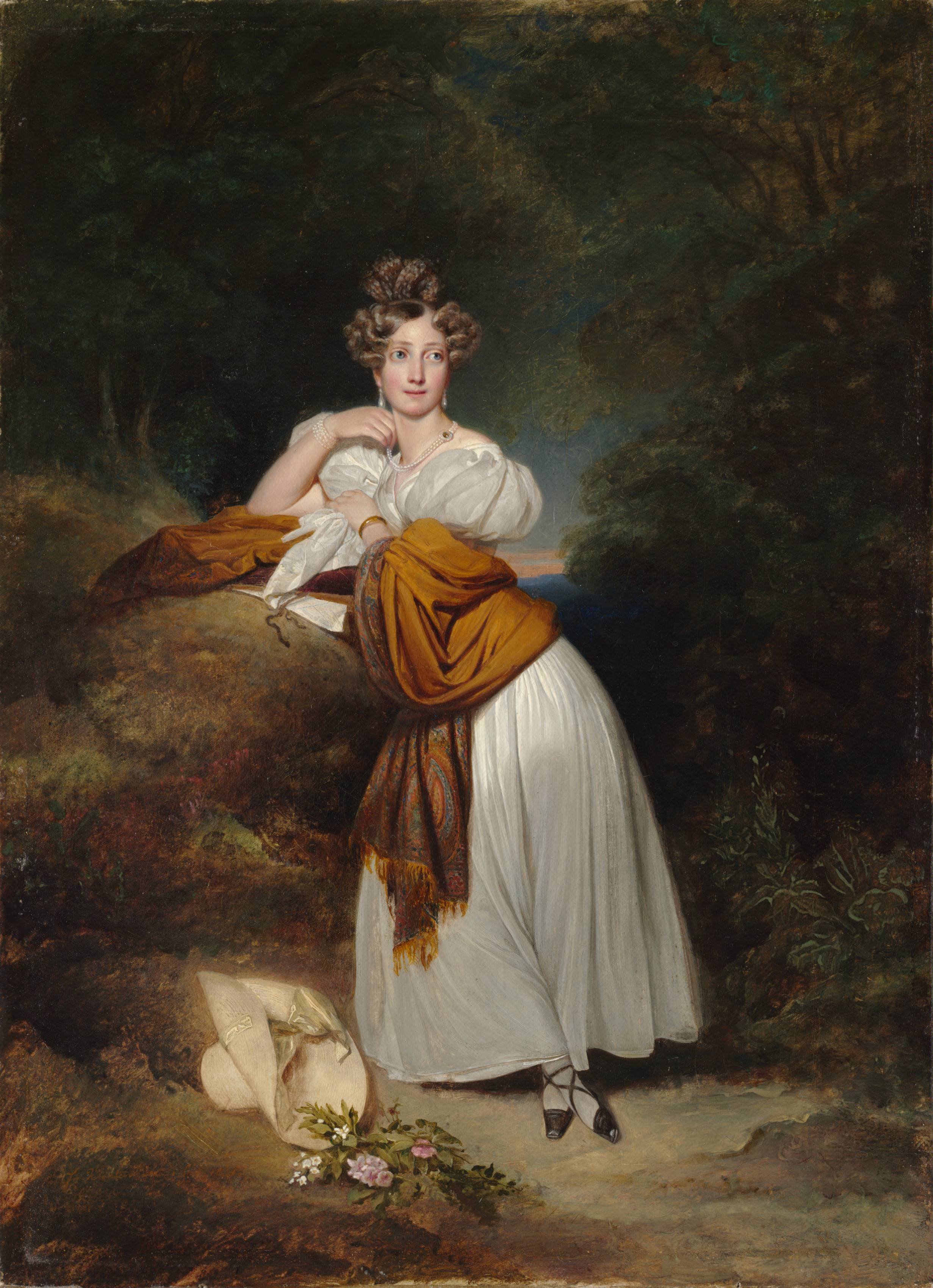
پرتره فرانتس ژاور وینترهالتر از سوفی سوئدی، مارگراوین بادن (۱۸۳۱)

شاهزاده سوفی سوئدی (به انگلیسی: Princess Sophie of Sweden) (نام کامل:Sofia Vilhelmina Katarina Maria Lovisa Charlotta Anna، متولد ۲۱ مه سال ۱۸۰۱ - در گذشت در ۶ ژوئیه ۱۸۶۵) ،وی هنگامی که بالئوپولد ازدواج کرد به عنوان همسر دوک بزرگ که حاکم بادم بود معروفیت یافت.

## زندگی‌نامه
سوفی در استکهلم شهری واقع در سوئد در ۲۱ مه سال ۱۸۰۱ متولد شد. او دختر پادشاه گوستاو چهارم آدولف سوئد و همسر وی فردریکا از بادن بود. پس از به دنیا آمدن او، سوفی تحت نظارت فرمانروایان سلطنتی هدویگ اولریکا د لا گاردی و شارلوت استایرنلد تربیت شد.
سوفی هشت ساله بود که پدرش با کودتای ۱۸۰۹ از قدرت برکنار شد و به همراه خانواده اش سوئد را ترک کرد. در آن هنگام که پدرش عزل شد و سوئد را ترک کرد، سوفی با مادرش در حصر خانگی به سر می‌بردند. در این میان او در خاطرات معروف هدویگ الیزابت شارلوت از هولشتاین-گوتورپ به عنوان یک دختر لجباز که نسبت به برادرش گوستاو خویشتن داری کمتری داشت و بسیار مغرور بود، توصیف شده بود. حکایت رقابت بین خواهر و برادر هاست. هنگامی که به فردریکا و فرزندانش اجازهٔ پیوستن به پادشاه خلع شده داده شد، یک نجیب زادهٔ سویدی به نام آکسل فون فرسن برای نظم دادن به این موضوع به میان آمد. برادر بزرگتر سوفی هنگامی که او قصد رفتن کرده بود، به سمت در دوید تا در را برای فرسن باز کند. ملکه سابق فردریکا نقل کرده بود: " سوفی هرگز همچین کاری را انجام نمی‌داد زیرا او بیش از حد به خود فکر می‌کرد. "سوفی در سال ۱۸۱۵ نامزد کرد و در ۲۵ ژوئیه در سال ۱۸۱۹ در کارلسروهه به عقد عموی ناتنی خود، شاهزاده لئوپولد از بادن، پسر مورگن درآمد. ازدواج با لئوپولد توسط عموی وی دوک بزرگ کارل اول بادن ترتیب داده شده بود تا بلکه با این ازدواج روزی بتواند احتمال سلطنت و جانشینی لئوپولد به جای سوفی را افزایش دهد. لئوپولد، اگرچه حق وی برای سلطنت به رسمیت شناخته شد، اما در اصل مسئله ازدواج مورگاناتیک بود. در زمان لوئی اول، دوک بزرگ بادن، به دلیل اینکه لویی تمایلی به سلطنت و جانشینی نداشت و نمی‌خواست وارث تاج و تخت در دربار باشد، آنها زندگی متوسطی به دور از دربار داشتند. همسرش در سال ۱۸۳۰ بر تخت پادشاهی نشست و سوفی بانوی دوک بزرگ بادن محسوب شد.
سوفی را خردمند و وظیفه‌شناس اما سختگیر توصیف می‌کنند. او تا دیروقت بیدار می‌ماند و صبح‌ها از خواب دیر برمی‌خاست، و پس از آن او ساعت‌ها وقت خود را به نوشتن نامه به خویشاوندان و اقوام خود در سرتاسر اروپا مشغول می‌کرد. او به سیاست، هنر و علم علاقه‌مند بود و از طریق مکاتبات و نامه نگاری خود را از مسایل سیاسی روز مطلع می‌کرد. او با دادگاه وین روابط محکمی داشت و پسرانش نیز برای تکمیل تحصیلاتشان فرستاده شدند. سوفی به دلیل برکناری پدرش، احساس تلخ کامی می‌کرد و این احساس زمانی بدتر شد که برادرش به عنوان شاهزاده سوئدی از مقام خود محروم شد؛ و شایعه شده بود که در طی آشوب ناشی از ظهور کاسپار هاوزر در سال ۱۸۳۳، سوفی دستور ترور هووزر راصادر کرده‌است؛ و این اخبار سبب خراب شدن رابطهٔ سوفی با همسرش شد و گفته شده که سوفی رابطهٔ دیگری نیز داشته بود. در طول انقلاب سال ۱۸۴۸، او به اجبار به همراه خانواده اش از کارلسروهه به ستراسبورگ فرار کند. پس از اینکه شورش توسط نیروهای پروس مقهور شد، در سال ۱۸۴۹ بازگشتند. او در سال ۱۸۵۲ بیوه شد. سوفی، پسرش فردریک را به یک ازدواج سلطنتی به جای ازدواج با معشوقه اش بارونس استفانی فون جنسائو ترغیب کرد. خاندان سلطنتی سوئد بر این امید بودند که با خاندان سلطنتی برکنار شده صلح کنند و اسکار اول سوئدی و ژوزفین لوچتنبرگ تلاش کردند تا یک ملاقات ترتیب دهند اما موفقیتی در آن حاصل نشد. در سال ۱۸۶۳، سوفی با شاهزاده اسکار دوم سوئد و همسر همسرش سوفی از ناسائو ملاقات کرد. این جلسه موفقیت‌آمیز بود: سوفی از او در مورد اینگه چطور استکهلم از زمان کودکی اش تا کنون آنقدر دچار تغییر و تحول شده‌است، سؤال پرسید. هنگامی که آن زوج آنجا را ترک کردند، سوفی به دلیل اینکه پسر آن زوج همنام با پسر خود گوستاف بود، یک مدال با نوشته حرف "G" هدیه داد و تاج ولیعهدسوئد را نیز به دلیل اینگه همنام برادرش بود اهدا کرد.

سوفی در سال ۱۸۶۴ , با یک نویسندهٔ سوئدی بی‌نام مصاحبه کرد، و آن مصاحبه در زندگی نامهٔ وی به عنوان زنان مشهور سوئدی توسط ویلهلمینا استولبرگ (که احتمالاً نویسنده نامبرده بسیار بحث‌برانگیز بوده‌است)انتشار یافت.
کاخ او در یک پارک کوچک قرار گرقته بود و ظاهر آن به یک اقامتگاه خصوصی زیبا شباهت داشت تا یک کاخ سلطنتی. اطراف ساختمان با درختان زیبا، چمنزارها و کوچه‌ها احاطه شده‌است. هیچ چیزی مشخص نبود و هیچ عظمتی به چشم نمی‌خورد. زمانی که برای اولین بار در اتاقی وارد شدم، در آن اتاق تعداد زیادی گل و نقاشی وجود داشت. به نظر می‌رسید که همه چیز آنجا نمایانگر خانه ایست که یک روح در آن جای دارد و در خلوت خاطراتش زندگی می‌کند. علاوه بر این آنها به من گفتند که بانوی بزرگ دوک به ندرت حضور می‌یابد. او با قدم‌های سبک و با چهره ای بخشنده و مهربان وارد اتاق شد و مرا در آغوش گرفت.[. . .]او سریعاً بحث را به سوئد و خاطراتش از آن سوق داد. او به ویژه کاخ هاگا و کاخ سلطنتی استکهلم را بخاطر می‌آورد، اگر دوباره آن را ببیند، توانایی پیدا کردن مسیر خود به هر قسمتی از کاخ را خواهد داشت. من پرسیدم، آیا او نباید به خانه کودکی خود سر بزند؟ در سوئد شایعاتی مبنی بر غلاقهٔ او به این کار پخش شده بود و او در این باره به پادشاه اسکار که او را به استقبال مهربانانه اطمینان داده بود، نامه نوشته بود. دوک بزرگ این شاعات بی سر و ته و "کاملاً بی اساس"را نادیده گرفت. علی‌رغم اینکه او بیشتر اوقات آرزوی دیدن سوئد را داشت ولی قصد و هدف جدی برای ملاقات آن نداشت. به خصوص در بهار او نسبت به خانه کودکی خودهمیشه اشتیاق مالیخولیایی عجیبی احساس می‌کرد. اما برای سفر کردن به آنجا دیگر برای او خیلی دیر است. این را زمانی گفت که چشمان بزرگ و آبی اش پر از اشک شده بودند. در هر صورت، یک لبخند واقعی برای این چهره نه چندان زیبا ولی بسیار جالب مشخص نبود. به عنوان آخرین ادبیات آخرین ادبیات سوئدی که او خواند اما همه ترجمع شده بودند زیرا او گفت، "من دیگر نمی‌توانم زبان سوئدی را به خوبی بخاطر بیاورم تا شخصاً صحبت کنم یا بخوانم. با این حال می‌توانم درک کنم که صحبت شده‌است و دعاهای من به زبان سوئدی است! "

## خانواده

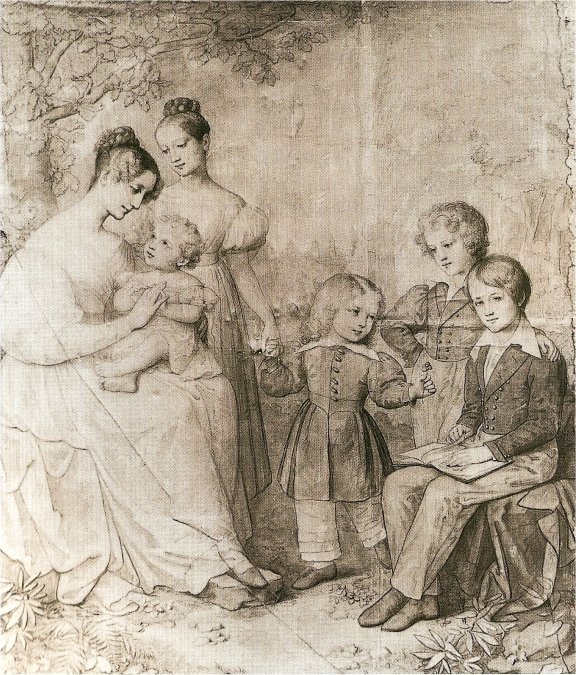
پرتره توسط ماری النریدر (۱۸۳۴)

در ۲۵ ژوئیه ۱۸۱۹ در کارلسروهه، سوفی با عموی ناتنی خود لئوپولد اول بادن در ۲۵ ژوئیه ۱۸۱۹ در کارلسروهه، ازدواج کرد. آنها پدربزرگ و مادربزرگ پدری همسر ملکه سوئد، ویکتوریا از بادن شدند.
این اسامی، نام‌های فرزندان سوفیا و لئوپولد اول هستند:
- الکساندرین (۱۸۲۰–۱۹۰۴)، با دوک ارنست دوم ساکس کوبورگ و گوتا ازدواج کرد (۹۳–۱۸۱۸)، ازدواج بدون فرزند، به همین دلیل بریتر ارنست، برادر کوچکتر آلبرت، مسئله بریتانیا در آن دوکی موفق شد.
- لودویگ (۱۸۲۲–۱۸۲۲)
- لویی دوم (۵۸۸–۱۸۲۴)، به عنوان پادشاه بزرگ دوک (۱۸۵۲–۵۸) سلطنت کرد، از نظر ذهنی برای حکومت مناسب نبود.
- فردریک اول (۱۸۲۶–۱۹۰۷)، بزرگ دوک ۱۸۵۸–۱۹۰۷، سلطنت ۱۸۵۲–۵۸، پدر ملکه ویکتوریا سوئد.
- ویلیام (۱۸۲۹–۱۸۹۷)، پروس عمومی، ماری ازدواج از Leuchtenberg، جد خط جوان تر از شاهزادگان بادن و پدر شد شاهزاده ماکس بادن، صدراعظم آلمان، و بعد از وارث دوک نشین.
- چارلز (۱۸۳۲–۱۹۰۶)، با روزالی فون بوست (مورگاناتیک) ازدواج کرد
- ماری (۱۸۳۴–۹۹)، با شاهزاده ارنست لاینینگن (۱۸۳۰–۱۹۰۴) ازدواج کرد
- سیسیلی (۹۱–۱۸۳۹)، معروف به اولگا فئودوروونا، با دوک بزرگ مایکل نیکولایویچ روسی (۱۸۳۲–۱۹۰۲)، فرماندار کل در تفلیس ازدواج کرد.

## یادداشت
1. ↑  Heribert Jansson (in Swedish). Drottning Victoria (Queen Victoria). Hökerbergs Bokförlag. (1963) ISBN.
2. ↑  Anteckningar om svenska qvinnor. [Utg. av P.G. Berg och Wilhelmina Stålberg]. Stockholm, 1864-1866.